# Royal Princess
Royal Princess è una nave da crociera di proprietà della Princess Cruises.

## Descrizione

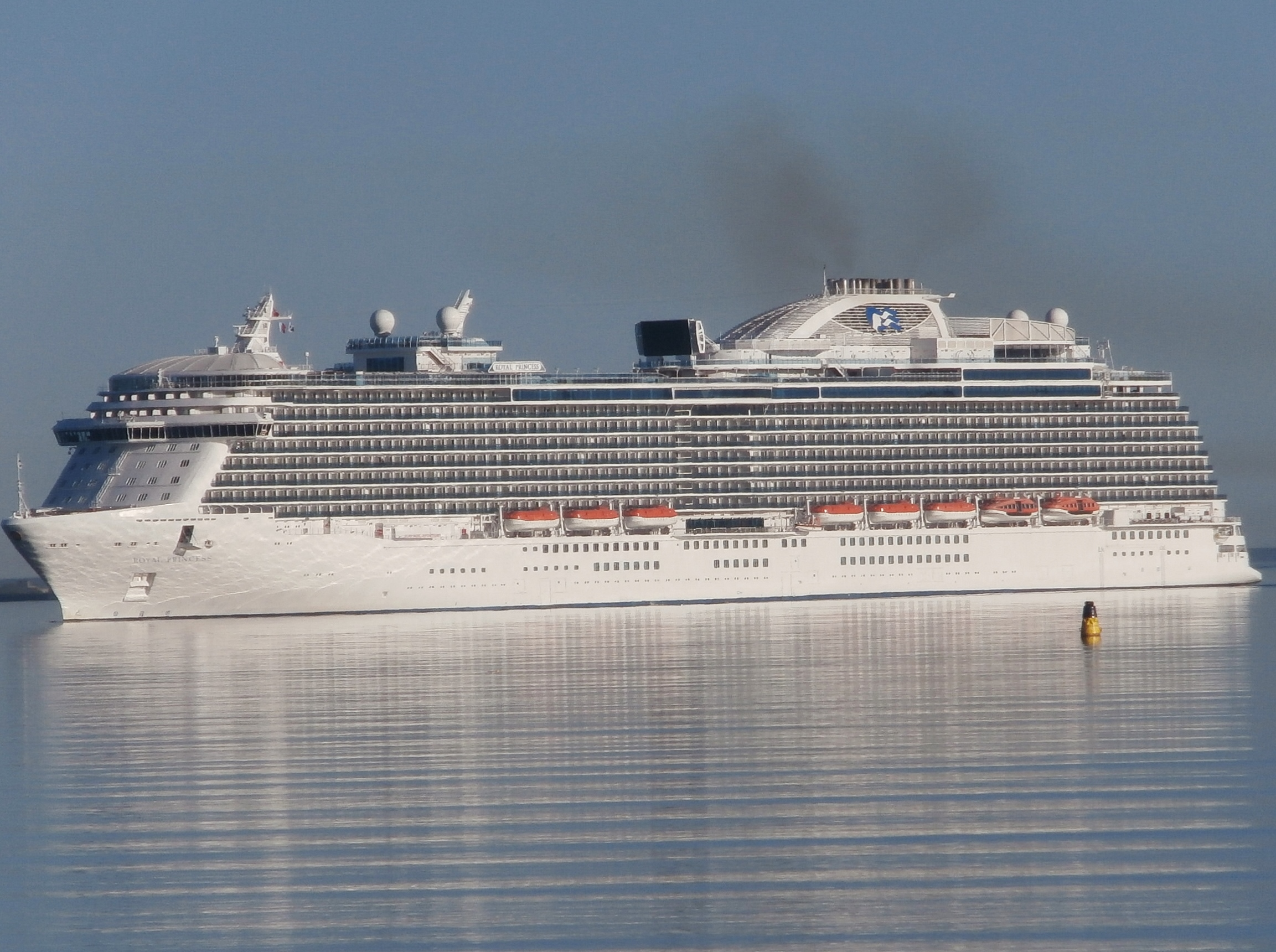
Royal Princess a Tallinn con la vecchia livrea

La nave ha un tonnellaggio di 142 714 GT e ha una capacità di trasportare 3 560 passeggeri.
La costruzione della Royal Princess è iniziata il 15 marzo 2011 presso la Fincantieri.
Al momento della consegna, era la nave da crociera più grande mai costruita in Italia, con 1780 cabine con 1 438 delle quali con balcone (81% del totale).
La nave è stata ufficialmente battezzata a Southampton dalla madrina Kate Middleton, Duchessa di Cambridge, il 13 giugno 2013.

## Navi gemelle
- Regal Princess
- Majestic Princess
- Sky Princess
- Enchanted Princess
- Discovery Princess
- Britannia